# Классификация компьютерных игр
Классификация компьютерных игр является междисциплинарной категорией, которая изучается в рамках культурологии, философии, эстетики и на их пересечении. Активно применяется подход, основанный на системе правил, по аналогии с классификацией фильмов.

## Авторская классификация
Тема является обширной и рассматривается в ряде исследовательских работ. Так, в диссертационной работе Тимура Кутлалиева «Жанровая типология компьютерных игр: проблема систематизации художественных средств» за 2014 год был выделен ряд источников, которые в достаточной степени хорошо показывают развитие подходов к классификации компьютерных игр начиная с 1980-х годов. Эти работы представлены ниже. Не стоит считать представленные классификации окончательными: в каждой из работ содержится примечание о неизбежном устаревании классификаций ввиду развития индустрии, научных теорий и т. п.

### По Кроуфорду (1984)
«Искусство проектирования компьютерных игр» — наиболее ранняя работа по классификации «электронных игр» была проведена геймдизайнером Крисом Кроуфордом в 1984 году. Результатом проведенной работы стало деление игр в два этапа. На первом этапе игры делились на две категории:
| Категории игр по Кроуфорду | Категории игр по Кроуфорду | Категории игр по Кроуфорду                           |
| Категория                  | Синонимы                   | Описание                                             |
| -------------------------- | -------------------------- | ---------------------------------------------------- |
| Skill-and-action game      | S&A games, экшен           | Акцентирует внимание на точности и скорости движений |
| Strategy                   | Cognitive games, стратегии | Акцентирует внимание на когнитивной активности       |

Далее игры из обеих категорий классифицировались на 6 классов, по принципу схожести игровой механики и наличия «исторической связи».
| Классы игр по Кроуфорду | Классы игр по Кроуфорду                | Классы игр по Кроуфорду                                                          |
| Категория               | Класс                                  | Описание                                                                         |
| ----------------------- | -------------------------------------- | -------------------------------------------------------------------------------- |
| Skill-and-action game   | Combat games                           | Игры с прямой конфронтацией на нанесение и избегание урона                       |
| Skill-and-action game   | Maze games                             | Игры-лабиринты на выживание                                                      |
| Skill-and-action game   | Sports games                           | Моделирование классических видов спортивных игр                                  |
| Skill-and-action game   | Paddle games                           | Игры на удержание мяча на игровом поле                                           |
| Skill-and-action game   | Race games                             | Гонки на различных болидах                                                       |
| Skill-and-action game   | Miscellaneous game                     | Игры не вошедшие в предыдущие пять классов                                       |
| Strategy                | Adventure                              | Акцент на прохождении сложных заданий, накоплении инструментов и достижении цели |
| Strategy                | D&D games (Dungeons and Dragons games) | Фантазийная ролевая игра                                                         |
| Strategy                | War games                              | Фокус на активном противостоянии с противником                                   |
| Strategy                | Game of Chance                         | Игры с вероятностью, азартные игры                                               |
| Strategy                | Educational and children’s games       | Фокус на обучающей составляющей                                                  |
| Strategy                | Interpersonal games                    | Фокус на отношениях между несколькими игроками                                   |

Данная классификация актуальна для игр, созданных в 70—80-е годы и не вполне применима к современному игровому разнообразию.

### По Шмелеву (1988)
Одна из первых работ в СССР по типологии компьютерных игр — «Мир поправимых ошибок». В ней психолог Александр Шмелев предложил две классификации:
- игр по содержанию задач, поставленных перед игроком — сюжетно-тематическую классификацию (выделено 13 шт.);
- игроков по направленности их деятельности — функционально-психологическую классификацию.

| Сюжеты и тематики игр по Шмелеву                         | Сюжеты и тематики игр по Шмелеву | Сюжеты и тематики игр по Шмелеву |
| Класс                                                    | Подклассы                        | Описание |
| -------------------------------------------------------- | -------------------------------- | --- |
| Головоломки                                              | —                                | Поиск правильного решения на основе перебора вариантов. Противодействие отсутствует. Игровая среда — абстрактная. Игровая семантика — выхолощенная.           |
| Настольные интеллектуальные игры в компьютерном варианте | —                                | Имитация шахмат, шашек, го, реверси и т. п. Игровая среда — абстрактная. Игровая семантика — условная.                                                        |
| Азартные шансовые игры                                   | —                                | Имитация азартных игр на поиск оптимальной вероятностной стратегии.                                                                                           |
| Управленческо-экономические                              | —                                | Игры на просчет последствий и рисков, распределение и торговля ресурсами. Игровая среда — текстовый диалог.                                                   |
| Спортивные игры                                          | Локомоторные спортивные игры     | Управление транспортом в режиме реального времени |
| Спортивные игры                                          | Баллистические спортивные игры   | Имитация игр с мячом. Игра заключается в расчете траекторий.                                                                                                  |
| Военные игры                                             | Диарамные военные игры           | Игра на нанесение и избегание урона. Имитируют обзор от первого лица                                                                                          |
| Военные игры                                             | Локомоторные военные игры        | Игра на нанесение и избегание урона. Тренажеры для военных летчиков, операторов танков и т. п.                                                                |
| Военные игры                                             | Баллистические военные игры      | Игра на нанесение и избегание урона. Тренажеры для военных летчиков, операторов танков и т. п.                                                                |
| Единоборства                                             | —                                | Нанесение урона с помощью рук, ног, холодного оружия |
| Игры преследования-избегания                             | —                                | Прохождение лабиринтов с избеганием сильных врагов и преследованием слабых.                                                                                   |
| Авантюрные игры                                          | Зрительный лабиринт              | Игры с неполнотой знаний об игровой среде и множеством препятствий. Вид сверху. Акцент на избегании, борьбе и локомоторных задачах.                           |
| Авантюрные игры                                          | Диарамный лабиринт               | Игры с неполнотой знаний об игровой среде и множеством препятствий. Вид от первого лица. Необходимость моделировать схему игрового пространства.              |
| Авантюрные игры                                          | Логико-пространственный лабиринт | Игры с неполнотой знаний об игровой среде и множеством препятствий. Текстовое представление.                                                                  |
| Авантюрные игры                                          | Детектив                         | Игры с неполнотой знаний об игровой среде и множеством препятствий. Текстовое представление. Акцент на расследовании ситуации, исследование ветвлений задачи. |
| Конвейерные игры                                         | —                                | Противостояние неодушевленной динамической среде. Предполагает простые регламентированные реакции.                                                            |
| Конструктивно-динамические игры                          | —                                | Игра с признаками конвейера и конструктивной игры (поиск оптимального решения задачи).                                                                        |
| Диалоговые познавательные игры.                          | —                                | Текстовые игры в виде диалога. Элементы семантической игры. Элементы игры самоанализа.                                                                        |
| Учебно-технологические игры                              | —                                | Игры на освоение технологического процесса. |

| Функционально-психологическая классификация игр по Шмелеву        | Функционально-психологическая классификация игр по Шмелеву         |
| Функция                                                           | Целевая формула                                                    |
| ----------------------------------------------------------------- | ------------------------------------------------------------------ |
| Социально-приспособительная функция                               | «Все играют, и я не хуже других»                                   |
| Рекреативная функция                                              | «Играю, чтобы отдохнуть, переключиться, развеяться, встряхнуться…» |
| Функция самоиспытания                                             | «Играю, чтобы познать и испытать себя»                             |
| Функция психотренинга                                             | «Играю, чтобы развить у себя…»                                     |
| Функция соревнования                                              | «Играю, чтобы быть первым в таблице рекордов»                      |
| Функция образования                                               | «Играя, познаю свойства и связи предметов в мире»                  |
| Мотивационное управление учебной (производственной) деятельностью | «Выучишь урок — сможешь поиграть»                                  |
| Функция объекта конструктивной деятельности                       | «Играю, чтобы понять как сделать игру лучше»                       |
| Имитационный тренинг                                              | «Играю, чтобы проимитировать свои действия в реальности»           |

### По Вольфу (2001)
В книге «Материал компьютерной игры» доцент в области коммуникации Марк Вольф определил интерактивность как ключевую характеристику компьютерных игр. В результате, Вольф сформировал классификацию, подразделившую игры на 42 жанра. При этом Вольф отдельно указал, что иконографические признаки, темы и авторский замысел как основания для классификации — бессмысленны.

### По Аарсету, Сметстаду и Суннано (2003)
В работе «Многомерная типология игр» авторы поставили перед собой задачу на основе специальной классификации предсказать игры, которые возможны, но в настоящий момент отсутствуют. Для этого они использовали модель на основе наиболее тривиальных и базовых «измерений», 3 из которых описывали пространство, три — время, одно (на основе двух вспомогательных) — структуру игрока, а остальные шесть — характеризуют правила и управление, реализованные в играх.
| Типология игр по Аарсету, Сметстаду и Суннано | Типология игр по Аарсету, Сметстаду и Суннано | Типология игр по Аарсету, Сметстаду и Суннано | Типология игр по Аарсету, Сметстаду и Суннано                                                       |
| Группа                                        | Измерение                                     | Значение                                      | Описание                                                                                            |
| --------------------------------------------- | --------------------------------------------- | --------------------------------------------- | --------------------------------------------------------------------------------------------------- |
| Space                                         | Perspective                                   | Onmi-present                                  | Игра, где игровое пространство свободно осматривается.                                              |
| Space                                         | Perspective                                   | Vagrant                                       | Точка обзора строго закреплена относительно персонажа.                                              |
| Space                                         | Topography                                    | Geometrical                                   | Есть свобода движения персонажа.                                                                    |
| Space                                         | Topography                                    | Topological                                   | Есть системно отведенные места, по которым может перемещаться персонаж.                             |
| Space                                         | Environment                                   | Dynamic                                       | Игра, допускающая существенное изменение окружения в игровом мире.                                  |
| Space                                         | Environment                                   | Static                                        | Изменение окружения в игре не доступно.                                                             |
| Time                                          | Pace                                          | Realtime                                      | Игры реального времени. Игрок действует вне зависимости от активности противника.                   |
| Time                                          | Pace                                          | Turnbased                                     | Игры с пошаговым течением времени. Каждой из сторон дается время на выполнение действий.            |
| Time                                          | Representation                                | Mimetic                                       | Есть попытка создания реалистичности.                                                               |
| Time                                          | Representation                                | Arbitrary                                     | Отсутствует попытка создания реалистичности.                                                        |
| Time                                          | Teleology                                     | Finite                                        | Цель игры конечна, достижима.                                                                       |
| Time                                          | Teleology                                     | Infinite                                      | Цель игры отсутствует или недостижима.                                                              |
| Player structure                              | Playerstructure                               | Singleplayer                                  | Игрок один. Реальный соперник отсутствует.                                                          |
| Player structure                              | Playerstructure                               | Singleteam                                    | Игроков несколько. Играют в одной команде.                                                          |
| Player structure                              | Playerstructure                               | Twoplayer                                     | Игроков два. Соответственно, игроки — противники.                                                   |
| Player structure                              | Playerstructure                               | Twoteam                                       | Игроков несколько. Они образуют две противоборствующие команды.                                     |
| Player structure                              | Playerstructure                               | Multiplayer                                   | Игроков несколько. Они играют каждый сам за себя без образования команд.                            |
| Player structure                              | Playerstructure                               | Multiteam                                     | Игроков несколько. Они образуют несколько противоборствующих команд.                                |
| Control                                       | Mutability                                    | Static                                        | Награда не влияет на характеристики игры.                                                           |
| Control                                       | Mutability                                    | Powerups                                      | Награда временно увеличивает какую-либо характеристику.                                             |
| Control                                       | Mutability                                    | Experience-leveling                           | Награда поднимает уровень (усиливает) игрока на постоянной основе.                                  |
| Control                                       | Savability                                    | Non-saving                                    | Игра, в которой игрок не может вернуться к более раннему состоянию игры.                            |
| Control                                       | Savability                                    | Conditional                                   | Игра позволяет сохранять игровое состояние только на определённых позициях.                         |
| Control                                       | Savability                                    | Un-limited                                    | Игра имеет неограниченную возможность сохранения.                                                   |
| Control                                       | Determinism                                   | Deterministic                                 | Игра, которая дает одинаковый результат вне зависимости от количества попыток.                      |
| Control                                       | Determinism                                   | Non-deterministic                             | В игре ситуации и элементы генерируются каждый раз случайным образом.                               |
| Rules                                         | Topologicalrules                              | Yes                                           | В игре есть правила, ставящие условием чего-либо занятие игроком определённого места.               |
| Rules                                         | Topologicalrules                              | No                                            | Правил, ссылающихся на местоположение в игре нет.                                                   |
| Rules                                         | Timebasedrules                                | Yes                                           | В игре есть правила, ограничивающее время выполнения миссий и т. п.                                 |
| Rules                                         | Timebasedrules                                | No                                            | Ограничений, связанных с временем в правилах игры нет.                                              |
| Rules                                         | Objectivebased rules                          | Yes                                           | В игре есть четко выраженное понятие «прогресса», изменяющегося при выполнении конкретных действий. |
| Rules                                         | Objectivebased rules                          | No                                            | Понятие «прогресса» в игре не выражено.                                                             |

### По Сибирякову (2005)
В работе Сибирякова «Характеры и жанры видеоэкранных игр» автор предлагает использовать Характерологическую классификацию игр, делящую их по «характерам»: активность, поиск, имитация, планирование, идентификация, логика. Автор подчеркивает, что указанные характеры вполне соотносимы с традиционными жанровыми именами.
| Характер игр по Сибирякову | Характер игр по Сибирякову                                           |
| Характер                   | Описание                                                             |
| -------------------------- | -------------------------------------------------------------------- |
| Активность                 | Характер с требованиями к скорости и точности реакции                |
| Поиск                      | Характер с изучением игрового пространства                           |
| Имитация                   | Характер с интерактивной симуляцией реальности                       |
| Планирование               | Характер с требованиями к предварительной разработке плана развития  |
| Идентификация              | Характер с отождествлением игрового персонажа или некоторого объекта |
| Логика                     | Характер с задачами, аналогичными шахматным, карточным               |

### По Эпперли (2006)
В статье «Исследование жанров и игр: …» Томас Эпперли исследовал основания и истоки существующих классификаций и в результате пришел к выводу о наличие двух конфликтующих между собой подходов:
- классификация «лудологов», акцентирующих свое внимание на механике игры, характере повествования;
- классификация «нарратологов», акцентирующих свое внимание на внешнем виде игры, её визуальном компоненте.

В части оснований для классификации Эпперли рассмотрел категории «жанра», «платформы», «режима игры», «среда». Классификация на основе игровых платформ разделяется автором на игры для: персональных компьютеров, игровых консолей и мобильных телефонов. Классификация на основе «режима игры» наименее определённая и делит игры по степени линейности, определяемой через субъективные переживания игроков. В отдельном разделе Эпперли подробным образом рассматривает принципы и истоки классификации компьютерных игр по жанровому основанию, останавливаясь на жанрах Симуляции, Стратегии, Экшена, Ролевой игры — как наиболее подходящей основы для экспертизы жанров.

В заключение в статье высказывается мысль о том, что напряженность между «лудологией» и «нарратологией» может быть более конструктивно задействована путем концептуального осмысления видеоигр как функционирующих во взаимовлиянии между этими двумя жанровыми классификациями.
Оригинальный текст (англ.)The article concludes by suggesting that the tension between «ludology» and «narratology» can be more constructively engaged by conceptualizing video games as operating in the interplay between these two taxonomies of genre.
— Томас Эпперли, 2006 г.

### По Орланду, Стейнбергу и Томасу (2007)
В 2007 году вышел 100 страничный документ «Руководство по стилям видеоигр и справочное пособие», где Орланд, Стейнберг и Томас обозначили кроме всего прочего классификацию игр в виде списков, сведенных по:
- игровым платформам в виде различных поколений приставок, консолей и т. п.;
- операционным системам: Microsoft DOS, Microsoft Windows, Apple Macintosh, Linux;
- игровым жанрам.

В рамках жанровой классификации игр авторы предлагают использовать указание на базовый жанр его модификаторы, универсальные для всех жанров:
| Жанры игр по Орланду, Стейнбергу и Томасу | Жанры игр по Орланду, Стейнбергу и Томасу                                                                                    |
| Жанр                                      | Описание жанра |
| ----------------------------------------- | --- |
| Action                                    | Имеет акцент на борьбе, включает в себя прохождение определённых уровней для достижения битвы с боссами.                     |
| Action-adventure                          | Сочетает элементы экшена и жанра приключений                                                                                 |
| Adventure                                 | Делает упор на головоломки без высокой активности                                                                            |
| Beat ’em up                               | Представляет собой рукопашный бой против множества противников                                                               |
| Compilation                               | Является сборником из нескольких выпущенных ранее игр                                                                        |
| Extreme sports                            | Погружает в экстремальные виды спорта, требуют выполнить ряд трюков                                                          |
| Fighting                                  | Основное внимание уделяется бою один на один                                                                                 |
| Flight simulation                         | Реалистичный симулятор физики самолёта, иногда с возможностью воздушного боя                                                 |
| God game                                  | Симуляция мира и специфических «божественных» механик                                                                        |
| Hack and slash                            | Особое внимание уделяется фэнтезийному ближнему бою                                                                          |
| Party                                     | Основное внимание уделяется коротким, простым мини-играм, в которые могут играть несколько игроков                           |
| Platform                                  | Основное внимание уделяется прыжкам или сложностям навигации, часто включают в себя элементы игр-экшенов                     |
| Puzzle                                    | Сосредоточена на решение абстрактных головоломок                                                                             |
| Racing                                    | Соревнованиями по времени между персонажами или транспортными средствами                                                     |
| Role-playing (RPG)                        | Сосредоточена на решении проблем, взаимодействии с неигровыми персонажами, участии в боях, статистическом развитии персонажа |
| Action role-playing (Action RPG)          | Имеет акцент на исследованиях и рукопашном бое в реальном времени.                                                           |
| Tactical role-playing                     | Особое внимание уделяется позиционированию персонажа, его перемещению и дальности атаки на четко очерченном поле боя         |
| Rhythm                                    | Фокусируются на музыке, ритме, используется контроллерами, вроде танцевальных площадок или микрофонов                        |
| Shoot ’em up (shmup)                      | Отличаются неистовым темпом, акцентом на показные бои с использованием оружия и огромным количеством трупов                  |
| Sports                                    | Отражают соревнования по существующим видам спорта                                                                           |
| Stealth                                   | Акцентируют внимание на избежание конфликтов и поощряют использование стелс-тактики                                          |
| Strategy                                  | С акцентом на тактические управление ресурсами и территорией против оппонента                                                |
| Survival horror                           | Приключения с ограниченными ресурсами, создающие страх                                                                       |
| Vehicular combat                          | Экшн с непосредственным использованием транспорта                                                                            |

Также дается указание, что возможно комбинирование нескольких жанров в одной игре.
| Модификаторы жанров по Орланду, Стейнбергу и Томасу | Модификаторы жанров по Орланду, Стейнбергу и Томасу         |
| Модификатор                                         | Описание                                                    |
| --------------------------------------------------- | ----------------------------------------------------------- |
| First-person                                        | Игрок наблюдает за действием глазами персонажа              |
| Massively-multiplayer online (MMO)                  | Большое количество игроков, взаимодействующих друг с другом |
| Real-time                                           | Течение игры не приостанавливается на время хода игрока     |
| Simulator (Sim)                                     | Имитация реальных процессов, часто без указания цели        |
| Text-based                                          | Ввод и вывод в основном ограничиваются текстом              |
| Third-person                                        | Игрок наблюдает с позиции, удаленной от персонажа           |
| Turn-based                                          | Течение игры приостанавливается на время хода игрока        |

При этом авторы отмечают, что жанры непрестанно эволюционируют и часть информации окажется устаревшей ещё до того момента, как это руководство выйдет в печать. Перед перечнем авторы повторяют, что он неполон так как в работе слабо отражены вышедшие из моды, а также достаточно узкие и не получившие широкого распространения жанры.

### По Югай (2008)
В работе «Компьютерная игра как жанр…» Инге Югай в результате анализа повествовательных и визуальных средств была сформирована классификация компьютерных игр. Автор разделил игры на типы по характеру повествования:
- повествовательные — игры, вовлекающие игрока в сюжет;
- неповествовательные — игры на знания, навыки, умения.

| Характеры игр по Югай | Характеры игр по Югай | Характеры игр по Югай |
| Тип                   | Жанр                  | Описание |
| --------------------- | --------------------- | --- |
| Повествовательные     | Экшн                  | Субъективная и психологичная игра, где события и сообщения я воспринимаются игроком, как обращенные лично к нему.                                                         |
| Повествовательные     | Квест                 | Игры с постепенным раскрытием интриги. Отличается большей холодностью и отстраненность по сравнению с жанром Экшн.                                                        |
| Повествовательные     | Ролевая игра          | Игры, характеризующиеся построением отдельного мира, в котором происходят глобальные масштабные события. Отличается отсутствием предопределенной психологической позиции. |
| Неповествовательные   | —                     | — |

В результате каждый тип представляет собой однородную по визуальным средствам, методу повествования, цели игры групп игр.

## Традиционная классификация по жанрам игр
Жанровое различие игр начало активно развиваться с середины 90-х годов. Основой для формирования классического свода жанров послужили серии игр. Эти серии были образованы в результате того, что после выхода в свет популярной «оригинальной игры» как официальные, так и сторонние разработчики продолжали эксплуатировать черты первой игры, создавая «клонов».
| Традиционно выделяемые жанры по Кутлалиеву | Традиционно выделяемые жанры по Кутлалиеву | Традиционно выделяемые жанры по Кутлалиеву                                   |
| Жанр                                       | Синонимы                                   | Описание                                                                     |
| ------------------------------------------ | ------------------------------------------ | ---------------------------------------------------------------------------- |
| Действие                                   | Action, Экшн, Экшен                        | Требующие хорошей моторики, глазомера                                        |
| Симулятор                                  | Simulation, Симуляция                      | Имитирующее определённые направления деятельности                            |
| Стратегия                                  | Strategy                                   | С упором на управление ресурсами                                             |
| Ролевая игра                               | Role-playing Games                         | С развитой системой изменения персонажей                                     |
| Приключения                                | Adventure                                  | Предполагающие преодоление различных препятствии на пути персонажа           |
| Головоломка                                | Puzzle                                     | Заключающиеся в решение логических задач, построенных на общем наборе правил |

Отдельно выделяют также обучающие игры и спортивные игры. Так, в 2014 году Кутлалиевым разобраны ряд жанровых групп, делящих игры внутри себя на поджанры.
| Жанровые группы и поджанры по Кутлалиеву | Жанровые группы и поджанры по Кутлалиеву        | Жанровые группы и поджанры по Кутлалиеву                         |
| Жанровая группа                          | Поджанр                                         | Синонимы                                                         |
| ---------------------------------------- | ----------------------------------------------- | ---------------------------------------------------------------- |
| Действие                                 | Shoot’em up                                     | Shmup                                                            |
| Действие                                 | Arena shooter                                   | Аренный шутер                                                    |
| Действие                                 | Scroll shooter                                  | Scrolling-shooter, скролл-шутер, проматывающая стрелялка         |
| Действие                                 | Аналоги Gauntlet                                | —                                                                |
| Действие                                 | Platformer                                      | Платформер, платформенная аркада                                 |
| Действие                                 | Beat ’em up                                     | Brawl(er), потасовка                                             |
| Действие                                 | Fighting                                        | Файтинг, единоборства                                            |
| Действие                                 | 3D shooter                                      | Шутер, трехмерный шутер                                          |
| Действие                                 | Rail shooter                                    | Onrails shooter, рельсовый тир                                   |
| Действие                                 | Quick time                                      | Испытания на реакцию                                             |
| Действие                                 | Rhythm games                                    | Испытания на ритм                                                |
| Симулятор                                | Авиасимулятор                                   | —                                                                |
| Симулятор                                | Автосимулятор                                   | —                                                                |
| Симулятор                                | Космосимулятор                                  | —                                                                |
| Симулятор                                | Симулятор жизни                                 | —                                                                |
| Приключения                              | Interactive fiction                             | —                                                                |
| Приключения                              | Text adventure                                  | Интерактивная литература, тектовые приключения, текстовые квесты |
| Приключения                              | Управляемые через меню команд                   |                                                                  |
| Приключения                              | Сhoose your own adventure                       | Выбери себе приключение                                          |
| Стратегия                                | Экономическая стратегия                         | Симуляторы бизнеса                                               |
| Стратегия                                | Wargame                                         | Военные игры                                                     |
| Стратегия                                | Стратегии реального времени                     | —                                                                |
| Стратегия                                | 4X                                              | Глобальные стратегии                                             |
| Головоломка                              | Машина Руба Голдберга                           | —                                                                |
| Головоломка                              | Головоломки с группировкой одинаковых элементов | —                                                                |
| Ролевая игра                             | Игры с группой созданных персонажей             | —                                                                |
| Ролевая игра                             | Игры с группой из героя и его спутников         | —                                                                |
| Ролевая игра                             | Японская ролевая игра                           | Japanese RPG, JRPG                                               |
| Ролевая игра                             | Roguelike                                       | Игры, похожие на Rogue, рогалик                                  |
| Смешанные жанры                          | stealth action                                  | Стелс-экшен                                                      |
| Смешанные жанры                          | Survival horror                                 | Ужас выживания                                                   |
| Смешанные жанры                          | Аналоги Diablo                                  | —                                                                |
| Смешанные жанры                          | Приключения с динамическим миром                | —                                                                |
| Смешанные жанры                          | Indirect control strategy                       | Стратегия непрямого управления                                   |
| Смешанные жанры                          | Tower defense                                   | Башенная оборона                                                 |
| Смешанные жанры                          | Freelance simulator                             | Симулятор «вольного предпринимателя»                             |
| Смешанные жанры                          | Combatsim                                       | Комбатсим, военный симулятор, симулятор боя                      |
| Смешанные жанры                          | Аналоги Heroes of Might & Magic                 | —                                                                |

## Дополнительное чтение
- Mark J. P. Wolf, Bernard Perron. The Video Game Theory Reader. — Routledge, 2013. — 313 с. — ISBN 978-1-135-20518-8.
- Mark J. P. Wolf. Encyclopedia of Video Games: A-L. — ABC-CLIO, 2012. — 789 с. — ISBN 978-0-313-37936-9.
- Mark J. P. Wolf. The Video Game Explosion: A History from PONG to Playstation and Beyond. — ABC-CLIO, 2008. — 401 с. — ISBN 978-0-313-33868-7. Архивировано 27 января 2020 года.
- Ernest Adams, Andrew Rollings. Fundamentals of game design. — Upper Saddle River, N.J.: Pearson Prentice Hall, 2007. — 600 с. — ISBN 978-0-13-168747-9. — ISBN 0-13-168747-6. Архивировано 25 января 2020 года.